# Earley
Earley ist ein Ort in der Grafschaft Berkshire im Südwesten von Großbritannien, etwa 60 Kilometer südwestlich der Hauptstadt London. Earley hatte 2001 etwa 32.000 Einwohner.
Earley hat einen Bahnhof auf der Linie Reading – London Waterloo. In Earley befinden sich fünf Schulen.